# Русский Институт армии США
Русский институт армии США (англ. U.S. Army Russian Institute) — учебное заведение вооруженных сил  США для подготовки военных дипломатов.

## История
В 1947 году немецкий город Гармиш стал местом расположения Русского института армии США.
Институт готовил шпионов для работы против СССР и его союзников.
В 1993 году Русский институт армии США был заменен Европейским центром исследований безопасности имени Джорджа К. Маршалла.

## Известные преподаватели
- А. Г. Авторханов

## Известные выпускники
- Джек Мэтлок
- Артур Николсон